# Peter Guinness

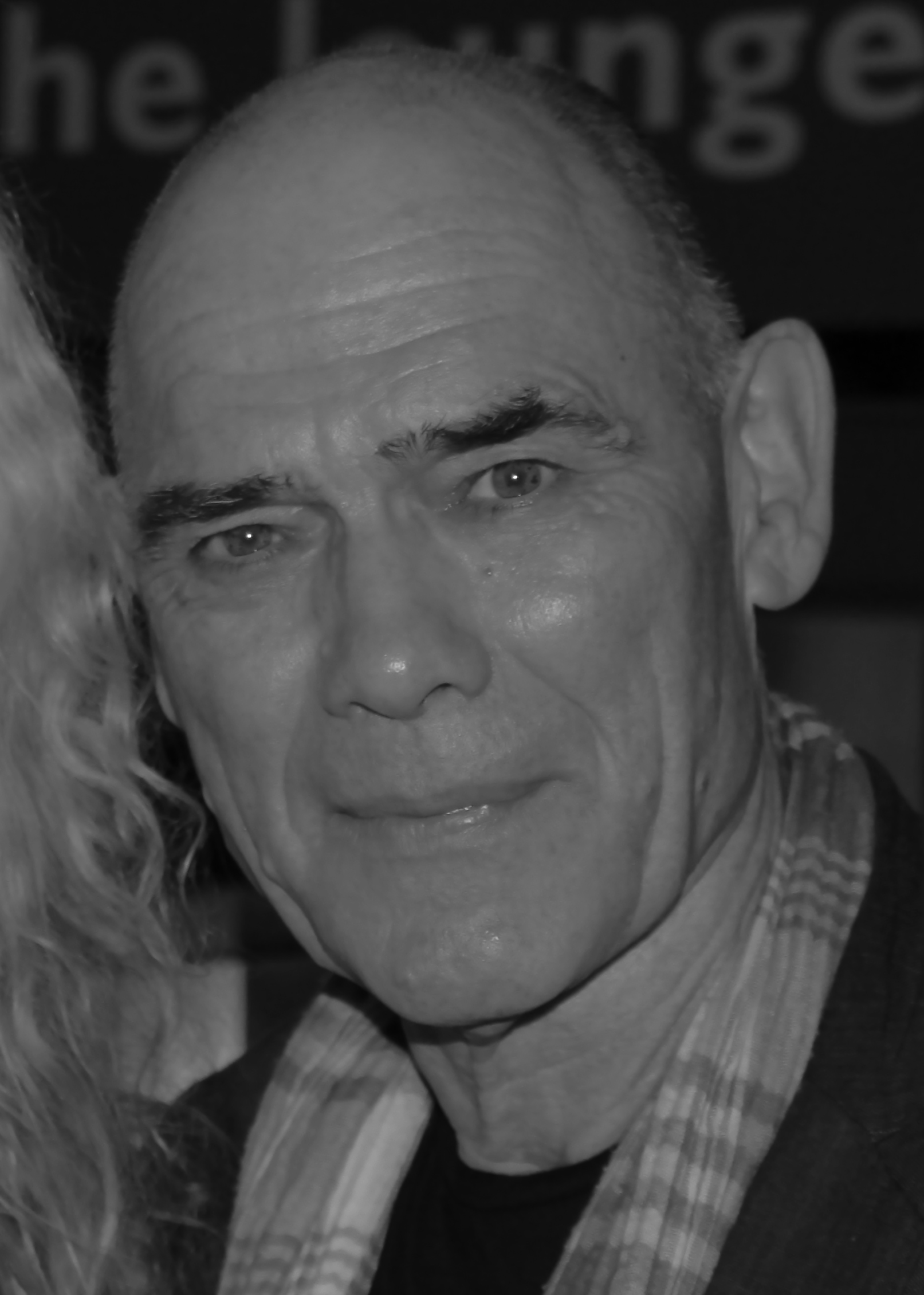
Peter Guinness 2015

Peter Guinness (* 14. August 1950) ist ein britischer Schauspieler.

## Leben
Guinness hatte sein Schauspieldebüt 1979 in der Fernsehserie Hazell. Er spielte daraufhin einige kleinere Rollen in Fernsehproduktionen, darunter in der auf dem Roman Agent in eigener Sache von John le Carré basierenden gleichnamigen Serie mit Alec Guinness in der Hauptrolle, mit dem er nicht verwandt ist. Im Jahr darauf spielte er in Michael Manns Science-Fiction-Horrorfilm Die unheimliche Macht einen deutschen Soldaten. Zwischen 1983 und 1985 hatte er die wiederkehrende Rolle des Dick Skinner in der Fantasyserie By the Sword Divided.
Anfang der 1990er Jahre spielte er auch in US-amerikanischen Produktionen wie den Hollywoodfilmen Alien 3, The Saint – Der Mann ohne Namen und Sleepy Hollow sowie den Serien Die Abenteuer des jungen Indiana Jones und Highlander. Er wirkte zudem in britisch-US-amerikanischen Co-Produktionen wie Christopher Columbus – Der Entdecker und Hostile Waters – Ein U-Boot-Thriller mit. Zwischen 1997 und 1998 war er in einer wiederkehrenden Gastrolle in der britischen Krankenhausserie Casualty zu sehen. Von 2000 bis 2002 hatte er eine wiederkehrende Rolle in der Seifenoper Coronation Street. Guinness ist auch als Theaterschauspieler aktiv, unter anderem spielte er in der Adaption von Władysław Szpilmans Autobiografie Der Pianist sowie in einer Royal-Shakespeare-Company-Produktion von Thomas Middletons Tragödie Women Beware Women.
Guinness war mit der Schauspielerin Roberta Taylor verheiratet.

## Filmografie (Auswahl)
- 1982: Agent in eigener Sache (Smiley’s People, Miniserie, eine Folge)
- 1983: Die unheimliche Macht (The Keep)
- 1988: Amerikanisches Roulette (American Roulette)
- 1992: Alien 3
- 1992: Christopher Columbus – Der Entdecker (Christopher Columbus: The Discovery)
- 1993: Die Abenteuer des jungen Indiana Jones (The Young Indiana Jones Chronicles, Fernsehserie, eine Folge)
- 1993: Highlander (Fernsehserie, eine Folge)
- 1996: Geschichten aus der Gruft (Tales from the Crypt, Fernsehserie, eine Folge)
- 1997: Hostile Waters – Ein U-Boot-Thriller (Hostile Waters)
- 1997: The Saint – Der Mann ohne Namen (The Saint)
- 1999: Die Bibel – Esther (Esther, Fernsehfilm)
- 1999: Die Profis – Die nächste Generation (CI5: The New Professionals, Fernsehserie, eine Folge)
- 1999: Sleepy Hollow
- 2000: Arabian Nights – Abenteuer aus 1001 Nacht (Arabian Nights, Miniserie, 2 Folgen)
- 2000: Greenfingers – Harte Jungs und zarte Triebe (Greenfingers)
- 2001: Jagd auf den Schatz der Riesen (Jack and the Beanstalk: The Real Story) (Fernsehfilm)
- 2001: Lexx – The Dark Zone (LEXX, Fernsehserie, 2 Folgen)
- 2006: Das Konklave (The Conclave)
- 2006: Hogfather – Schaurige Weihnachten (Terry Pratchett’s Hogfather, Fernsehfilm)
- 2008: Gerichtsmediziner Dr. Leo Dalton (Silent Witness, Fernsehserie, 2 Folgen)
- 2008: New Tricks – Die Krimispezialisten (New Tricks, Fernsehserie, 1 Folge)
- 2010: Ashes to Ashes – Zurück in die 80er (Ashes to Ashes, Fernsehserie, eine Folge)
- 2010: Centurion
- 2011: Aurelio Zen (Zen, Fernsehserie, 1 Folge)
- 2012: Merlin – Die neuen Abenteuer (Merlin, Fernsehserie, 1 Folge)
- 2013: Die Bibel (The Bible, Miniserie, 1 Folge)
- 2017: King Arthur: Legend of the Sword
- 2021: Zack Snyder’s Justice League
- 2022: Tom Clancy’s Jack Ryan (Fernsehserie, 8 Folgen)
- 2023: The Boys in the Boat